# Tim Bishop
Timothy H. Bishop, detto Tim (Southampton, 1º giugno 1950), è un politico statunitense, membro della Camera dei Rappresentanti per lo stato di New York dal 2003 al 2015.

## Biografia
Nato e cresciuto a Southampton, Bishop lavorò per molti anni come amministratore all'interno del sistema scolastico.
Nel 2002 entrò in politica, presentandosi alle elezioni per la Camera dei Rappresentanti come esponente del Partito Democratico. Bishop riuscì a sconfiggere il deputato repubblicano uscente Felix Grucci con un margine di scarto di appena due punti percentuali. In quell'anno si verificò oltre a questo solo un altro caso in cui un democratico sconfisse un repubblicano in carica (Chris Van Hollen e Connie Morella).
Negli anni seguenti venne sempre rieletto senza grossi problemi, eccetto che nel 2010, quando fu riconfermato con soli 263 voti di scarto. Nel 2014, a sorpresa, perse la rielezione contro il repubblicano Lee Zeldin.
Sposato con Kathryn, Bishop ha due figlie, Molly e Meghan.